# Хохлатый клехо
Хохла́тый клехо (лат. Hemiprocne coronata) — вид птиц семейства древесных стрижей. Птица средних размеров с тёмным зеленовато-голубым хохлом на голове, голубовато-серым оперением сверху и бледно-серым снизу. Хвост вильчатый. Половой диморфизм выражен в окраске подбородка и горла в красно-коричневый цвет у самцов. Хохлатый клехо обитает в лиственных лесах на полуострове Индостан и в Юго-Восточной Азии. Питается летающими насекомыми. Строит открытые гнёзда на тонких ветках, откладывает одно яйцо, которое вертикально прикрепляет к гнезду.
Хохлатый клехо был впервые описан офицером британской армии и орнитологом Сэмюэлом Ричардом Тикеллом в 1833 году. Вид находится в близком родстве с блестящим клехо (Hemiprocne longipennis), одно время их объединяли в один вид.

## Описание

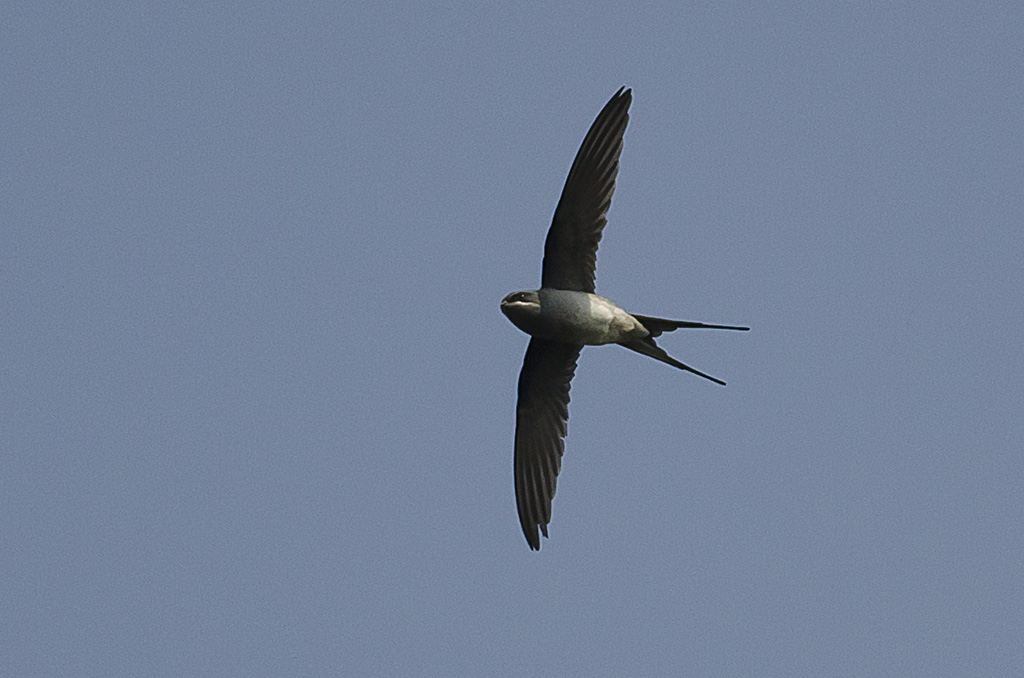
Самка в полёте

Изящная птица средних размеров. Длина тела составляет 23—25 см.
На голове у птиц имеется тёмный зеленовато-голубой хохол высотой 2,5—3 см. Сидя на ветке, представители обоих полов часто приподнимают его. Область между глазом и клювом («уздечка») — с тонкой, почти незаметной белой каймой сверху. Кроющие перья уха, подбородок и часть горла у самцов — красно-коричневые. У самки кроющие перья уха и щёки — серо-чёрные, усы — белые, а подбородок и горло — серые; красно-коричневый цвет в оперении отсутствует. Как и остальные стрижи, представители данного вида имеют широкий рот, с уголками, уходящими далеко за линию глаз, короткий клюв чёрного или тёмно-фиолетового цвета. Глаза очень большие, тёмно-коричневые, возможно, из-за того, что птицы в основном питаются поздно вечером.
Оперение сверху равномерно окрашено в бледный голубовато-серый цвет (по другим данным, зеленовато-серый). Кроющие перья крыла — глянцевые зеленовато-чёрные, с внутренней стороны крыло бледно-серое, в такой же цвет окрашены грудь и бока. Брюхо и подхвостье беловатые. Как и у остальных древесных стрижей, третичные маховые перья образуют белое пятно на крыле. Линька хохлатого клехо проходит в порядке, свойственном почти всем представителям подотряда стрижи (Apodes): крылья линяют последовательно от первого (внутреннего) махового пера до внешней кромки. Хвост вильчатый с глубоким разрезом.
Лапы у птиц чёрного или тёмно-фиолетового цвета, четвёртый палец направлен назад, что позволяет им крепко обхватывать пальцами лап тонкие ветки.

### Сравнение с другими древесными стрижами
Яркая окраска лица делает птиц похожими на ласточек, самцы хохлатого клехо обладают самым крупным ярким пятном на лице в сравнении с остальными древесными стрижами. По сравнению с блестящим клехо (Hemiprocne longipennis) у данного вида спина окрашена бледнее и не так сильно контрастирует с нижней частью тела птицы, пятна на лице, напротив, — ярче. Окраска головы самки хохлатого клехо также более контрастная, чем у самки блестящего клехо. Оперение хохлатого клехо имеет голубоватый блеск в отличие от зеленоватого у блестящего клехо. Белое пятно на крыле светлее, но это можно заметить только на птицах в покое. Однотонная раскраска области под крылом, которую некоторые исследователи считают отличительной особенностью хохлатого клехо по сравнению с блестящим, другими учёными ставится под сомнение.
У сидящего на ветке хохлатого клехо хвост заметно длиннее сложенных крыльев (у блестящего клехо — наоборот). Длина крыла составляет 141—165 мм, хвоста — 110—135 мм. Глубиной разреза на хвосте он ближе к усатому древесному стрижу (Hemiprocne mystacea). Разница между пятым (внешним) и четвёртым рулевыми перьями у данного вида составляет 50 ± 5 мм, в то время как у Hemiprocne mystacea — 60 ± 10 мм, а у Hemiprocne longipennis лишь 25 ± 5 мм.

## Поведение
В вертикальном сидячем положении крылья сильно перекрещиваются. В полёте хохлатые клехо выглядят подобно остальным древесным стрижам: длинное крыло имеет форму косы, хвост обычно плотно схлопнут, но иногда раскрывается, позволяя увидеть сильный разрез, а затем схлопывается, напоминая, по словам капитана Бойза, наблюдавшего птиц в 1840-е годы, ножницы. Птицы часто скользят по воздуху широкими дугами, время от времени делая несколько тяжёлых взмахов крыльями и раскачиваясь из стороны в сторону, могут подолгу не махать крыльями вовсе. В активном полёте, особенно при наборе высоты, делают глубокие сильные взмахи, напоминая крупных стрижей, в частности белобрюхого стрижа (Tachymarptis melba), но заметно медленнее их.
Звуковые сигналы типичны для древесных стрижей и почти полностью идентичны позывкам блестящего клехо. В полёте хохлатые клехо издают двусложный звуковой сигнал «kee-kyew» (или «whit-tuck»), на ветке — более продолжительный «kip-kee-kep» с подчёркнутым средним слогом. Некоторые позывки похожи на звуковые сигналы хищных птиц, в особенности туркестанского тювика (Accipiter badius). По словам Тикелла, они также напоминают попугаев. Кроме того, птицы часто повторяют «chiffle, chaffle» или «klecho, klecho»
Доверчивое поведение хохлатых стрижей в 1936 году описал индийский фотограф Эрнест Херберт Ньютон Лаутер (англ. E. H. N. Lowther). Будучи в Дханбаде на западе Индии, он захотел исследовать несколько гнёзд, при этом самка не улетала от гнезда, даже когда он фотографировал со специально построенной платформы и находился на расстоянии вытянутой руки. Через несколько дней самка позволила ему взъерошить перья и схватила за палец. Чтобы посмотреть содержимое гнезда, Лаутер был вынужден сдвинуть с него взрослую птицу.

## Распространение
Хохлатый клехо обитает на полуострове Индостан и в Юго-Восточной Азии, общая площадь ареала составляет 8 210 000 км². Высота над уровнем моря варьирует от нуля до 1280 м в Непале, 1200 м на Шри-Ланке и до 1400 м в Таиланде, но обычно не превышает 365 м. Ареал мозаичный, но вид достаточно широко распространён, птицы часто селятся рядом с человеком. В заповеднике Ратанмахал в индийском штате Гуджарат зафиксирована плотность 0,86 особи на км². Численность хохлатого клехо остаётся стабильной, Международный союз охраны природы относит его к видам, вызывающим наименьшие опасения.
Данный вид обитает на территории таких стран как Индия, Бангладеш, Бутан, Камбоджа, Китай, Лаос, Мьянма, Непал, Шри-Ланка, Таиланд и Вьетнам.
В Пакистане птицы полностью отсутствуют. В Индии селятся в штатах Пенджаб, Раджастхан, Гуджарат и к востоку от них, южнее Гималайских предгорий. Заселяют равнины Непала, в особенности в районе Читван, на западе страны встречаются реже. Изредка птиц отмечают в Бангладеш. В Китае хохлатые клехо в основном обитают в юго-западной части провинции Юньнань. В Таиланде птицы избегают центральных равнин, но заселили северо-запад и горные регионы Кенг-Крачан на юге страны на границе с Мьянмой, Дангрэк и Кхауяй — на востоке. Ареал распространяется через Мьянму на юг. Птиц встречают в центральном и южном Лаосе, на юге Вьетнама и в Камбодже. В Бутане встречается крайне редко, все наблюдения были сделаны в национальном парке Манас.
Ведёт оседлый образ жизни, но может осуществлять локальные сезонные кочёвки. В частности, изредка в летнее время птиц можно встретить в долине реки Тонс около города Дехрадун в Индии (штат Уттаракханд).
Основной средой обитания вида являются лиственные леса и рощи с редкими деревьями, преимущественно представителями родов аногейссус (Anogeissus), босвеллия (Boswellia) и тектона (Tectona); в частности, хохлатый клехо селится на босвеллии пильчатой (Boswellia serrata), аногейссусе широколистном (Anogeissus latifolia), а также на ланнее коромандельской (Lannea coromandelica). На верхнем пределе ареала лес может переходить в смешанный. Для насеста птицы выбирают открытые голые ветви, выступающие над пологом леса. Часто собираются в небольшие стаи по 6—12 особей.
В регионе Кенг-Крачан на юго-западе Таиланда ареалы хохлатого и блестящего клехо перекрываются, однако блестящие клехо предпочитают хвойные леса. Аналогичные исследования на юге Мьянмы не проводились.

## Питание
Основу рациона составляют летающие насекомые, преимущественно полужесткокрылые и жесткокрылые. Птицы охотятся в воздухе над пологом леса, осуществляя продолжительные вылеты с веток высоких деревьев. Особенно активны в сумерках.

## Размножение

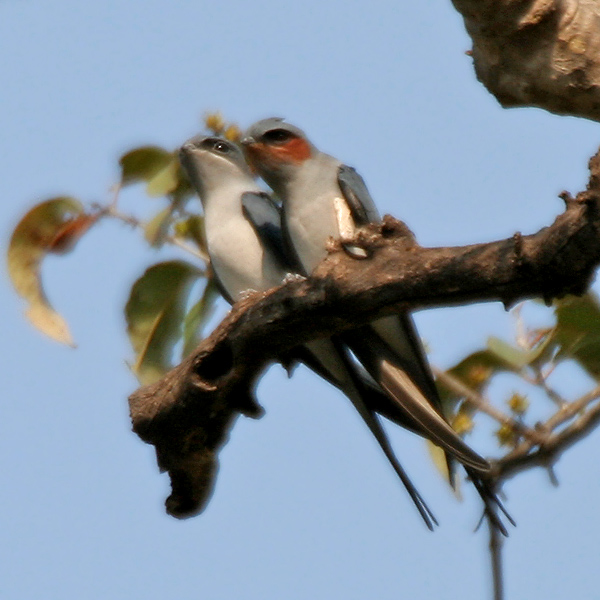
Пара птиц

Хохлатый клехо размножается в период с декабря по октябрь с региональными вариациями, в частности с января по апрель — в Индии, с марта по май или с июля по сентябрь — на Шри-Ланке, с марта по июнь — в Мьянме. Обычно гнёзда находятся далеко друг от друга, но известны случаи, когда несколько пар гнездились довольно близко друг от друга.
Гнездо открытое, плоское, диаметром 30—50 мм и высотой 10—12 мм, построено на живой, обычно открытой и тонкой ветке на высоте 4—18 м. Вибрации тонких ветвей позволяют обнаружить приближение змей и других подкрадывающихся хищников. Кроме того, из-за длины крыльев птицы не смогли бы сидеть на более толстых ветках. В ранних источниках указывалось, что гнездо строится на мёртвой ветке, но позднее это наблюдение было опровергнуто. Хохлатые клехо строят гнёзда из кусочков коры и перьев с помощью застывшей слюны. Обычно они выбирают кору такого же дерева, как то, на котором они строят гнездо. Форма кусочков коры почти идентична; птицы, по всей видимости, собирают их в то время, когда кора весной осыпается с деревьев.
Кладка содержит одно яйцо, приклеенное к гнезду в вертикальном положении, его средний размер составляет 23,7 × 17,1 мм. Двенадцать яиц хохлатого клехо из музейных коллекций имели размеры в диапазоне 23—26 × 15,5—19 мм. Яйцо насиживают оба родителя по очереди, чаще всего усаживаясь на ветке лицом к гнезду и прикрывая его своими перьями. Во время ухаживания и на гнезде птицы почти всегда держат хохол приподнятым. Период инкубации неизвестен.
Птенцы появляются с серыми перьями. Во время второй или третьей недели они приобретают оперение, благодаря которому их практически невозможно заметить на ветке, птенцы настолько сливаются с ней, что даже при сильном приближении могут оставаться сомнения в том, что увиденное — живое существо. Своим оперением они напоминают кукушек или козодоев, а поведением — хамелеонов. Молодые особи преимущественно тёмные сверху, имеют много чёрных, рыжих, тёмно-жёлтых мелких полос, лоб и полосы по сторонам темени бледные, под глазом имеется белое пятно. Ко времени первой зимы приобретают взрослое нательное оперение, но сохраняют юношеское оперение хвоста и крыльев.
Кормлением занимаются оба родителя по очереди, возвращаясь к гнезду каждые 20—25 минут, в это время они, как правило, опускают свой хохол. Через 3—4 недели родители перестают постоянно сидеть на гнезде. Птенцы, предположительно, покидают гнездо через 42 дня.
В среднем самка способна откладывать яйца на протяжении 7,5 лет.

## Систематика

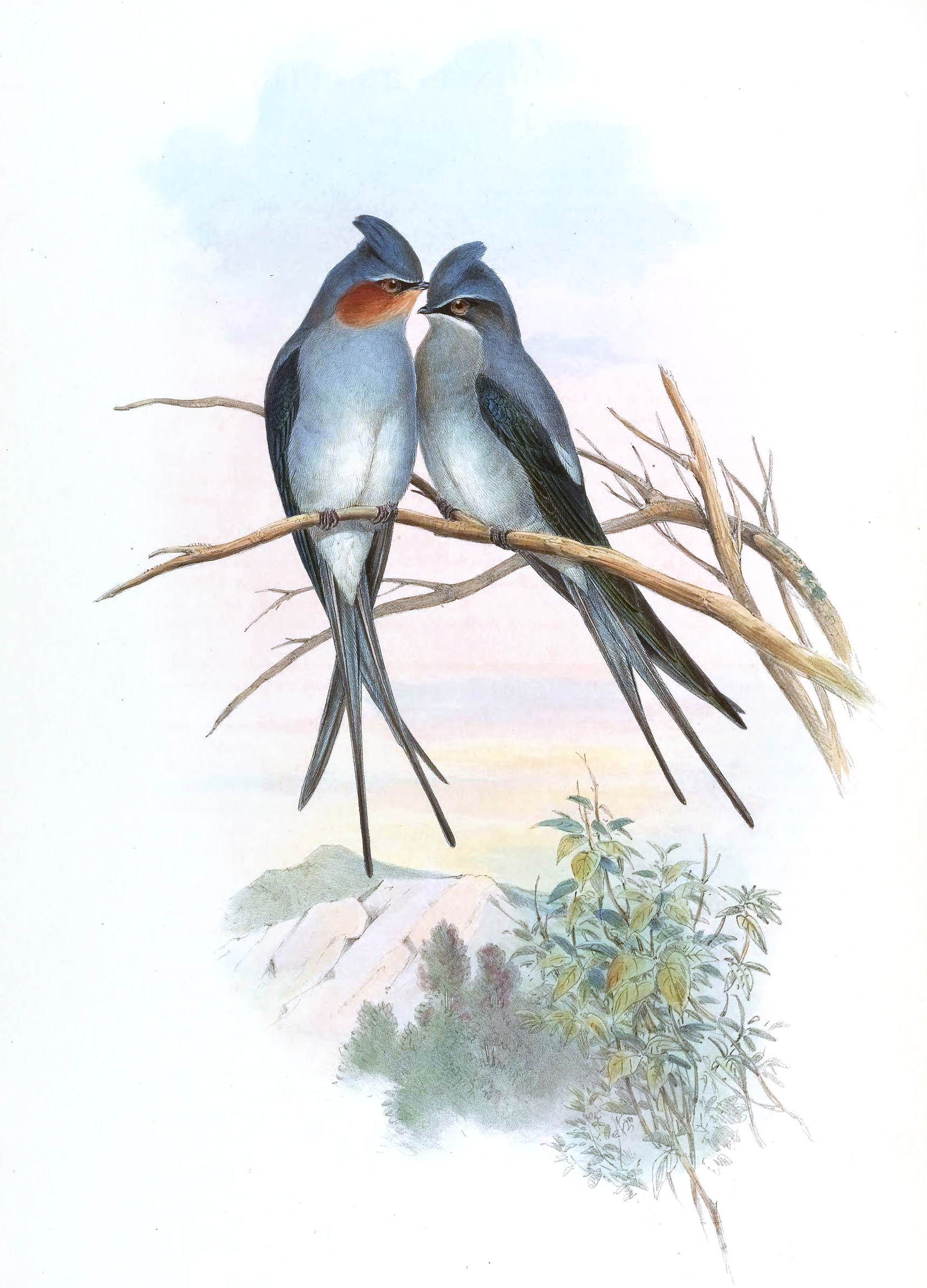
Dendrochelidon coronatus

Хохлатый клехо был впервые описан офицером британской армии и орнитологом Сэмюэлом Ричардом Тикеллом в 1833 году на основе экземпляра, полученного на бихаро-бенгальской границе на востоке Индии. При этом птица была включена в род Hirundo, став одной из последних птиц, первоначально приписанных к ласточкам.
Хохлатый клехо относится к роду древесных, или хохлатых стрижей, единственному в одноимённом семействе. Научное название рода — Hemiprocne (от греч. ἡμι- — «полу-», лат. progne — «ласточка») — могло бы подойти всем стрижам. Видовое название — coronata (от греч. coronatus — «коронованный»). В источниках XIX века также используются латинские названия Macropteryx coronata (от греч. μακρος — «длинный», греч. πτερυξ — «крыло»), Dendrochelidon coronata (от греч. δενδρον — «дерево», греч. χελιδων — «ласточка») и Dendrochelidon coronatus.
Данный вид находится в близком родстве с блестящим клехо (Hemiprocne longipennis). В 1940 году американский орнитолог Джеймс Ли Питерс, посчитав различия между двумя видами несущественными, предложил считать Hemiprocne coronata разновидностью Hemiprocne longipennis, однако в 1969 году южноафриканский орнитолог Ричард Кендалл Брук показал, что это два отдельных вида. В доказательство он привёл несколько характеристик, существенно отличающихся у этих двух видов, но сближающих Hemiprocne coronata с другими древесными стрижами. Имеющиеся морфологические различия постоянны даже в тех диапазонах, где ареалы пересекаются.
Предлагаемое выделение птиц, обитающих в штате Гуджарат в Индии, в особый подвид специалистами не поддерживается.